# Mont Louise (Arthabaska)
Pour l’article homonyme, voir Mont Louise.
Le mont Louise fait partie des bas plateaux des Appalaches tout près de Saints-Martyrs-Canadiens ; il est situé dans la municipalité régionale de comté d'Arthabaska et la région administrative du Centre-du-Québec au Québec. Il culmine à 475 mètres d'altitude.